# Zonosaurus rufipes
Zonosaurus rufipes es una especie de lagarto del género Zonosaurus, familia Gerrhosauridae. Fue descrita científicamente por Boettger en 1881.
Habita en Madagascar. Puede medir hasta 22 centímetros.